# Équipe de France masculine de handball aux Jeux olympiques d'été de 2012
Cet article relate le parcours de l'Équipe de France masculine de handball lors des Jeux olympiques de 2012 organisés à Londres. Il s'agit de la 6e participation de la France aux Jeux olympiques dont elle est la tenante du titre.

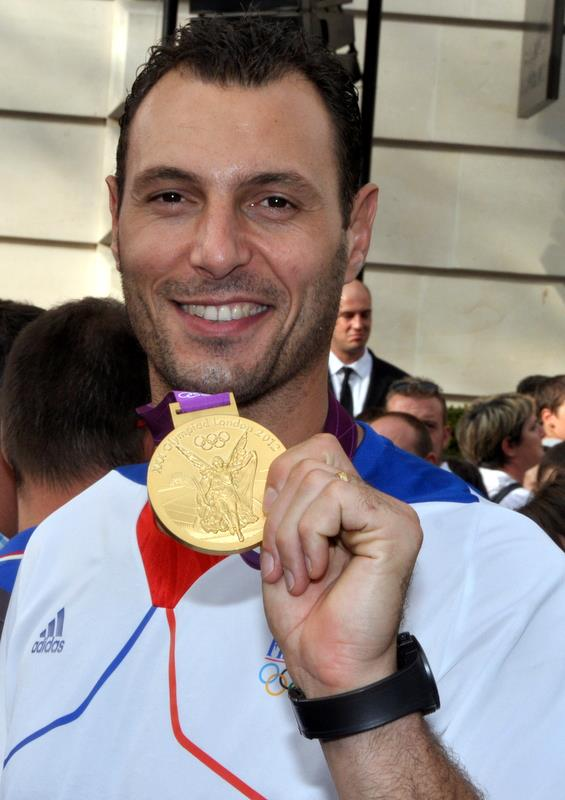
Jérôme Fernandez présente sa médaille d'or.

Au premier tour, les Experts remportent leur trois premiers matchs face à la Grande-Bretagne (44-15) pour leur entrée dans le tournoi le 29 juillet, puis l'Argentine (32-20) et la Tunisie (25-19). La qualification pour les quarts de finale en poche, les Bleus se font surprendre par l'Islande (défaite 29 à 30) mais se rattrapent ensuite face à la Suède (29-26) pour terminer à la deuxième place de la poule. En quarts de finale, l'équipe de France affronte l'Espagne et s'impose à la dernière seconde sur un but de William Accambray (23-22). Elle maîtrise largement sa demi-finale contre la Croatie (25-22) qu'elle avait déjà battue au même stade à Pékin, puis retrouve la Suède en finale, le 12 août 2012. Un match où la France mène presque tout du long à la marque, mais qui se termine sur le plus serré des scores : 22-21.
La France conserve donc son titre olympique obtenu à Pékin en 2008 et devient même la seule sélection nationale masculin à avoir réussi à conserver un titre olympique, si l'on excepte le cas de l'URSS en 1988 suivie par l'équipe unifiée, soit pratiquement la même nation, en 1992 (mais seuls deux joueurs de 1992 avaient participé à la finale victorieuse de 1988). Dix des joueurs de l'équipe étaient déjà médaillés d'or des JO de Pékin en 2008.

## Présentation

### Qualification
L'équipe de France est qualifiée d'office pour la compétition en tant que vainqueur du championnat du monde 2011.

### Préparation avant le tournoi
En guise de préparation, elle rencontre tout d’abord deux fois la Suisse en avril.
La phase de préparation olympique  débute le 18 juin (milieu de journée) avec un stage à la Toussuire (Savoie) jusqu’au 28 juin (matin). S’ensuivent un stage à Soldeu (Andorre) du 1er au 8 juillet (matin) puis un stage à Strasbourg du 11 au 16 juillet. À Strasbourg, l’équipe de France participe à l’Eurotournoi avec deux victoires face à la Tunisie et l'Espagne. Puis, du 19 au 24 juillet se déroule un stage à Dunkerque et avec un match le 22 juillet contre la Hongrie où la France s’incline d’un but (22-23). 
Enfin, le 25 juillet : l’équipe de France rejoint à Londres et s’installe au village olympique
| Date            | Lieu                     | Adversaire | Score   | Événement             |
| --------------- | ------------------------ | ---------- | ------- | --------------------- |
| 5 avril 2012    | Le Phare, Chambéry       | Suisse     | G 33-20 | Tournée de la Suisse  |
| 7 avril 2012    | L'Axone, Montbéliard     | Suisse     | G 34-25 | Tournée de la Suisse  |
| 13 juillet 2012 | Rhénus Sport, Strasbourg | Tunisie    | G 31-24 | Eurotournoi 2012      |
| 15 juillet 2012 | Rhénus Sport, Strasbourg | Espagne    | G 31-24 | Eurotournoi 2012      |
| 22 juillet 2012 | Salle Dewerdt, Dunkerque | Hongrie    | P 22-23 | Tournée de la Hongrie |

### Effectif
À compter des quarts de finale, William Accambray remplace Guillaume Joli. Enfin, cinq joueurs ayant pris part à la préparation n'ont pas été retenus :
- Arnaud Bingo, 29 sélections et 43 buts marqués, évoluant au poste d'ailier gauche au Tremblay-en-France Handball
- Grégoire Detrez, 40 sélections et 46 buts marqués, évoluant au poste de pivot au Chambéry Savoie HB
- Cyril Dumoulin, 15 sélections et 0 buts marqués, évoluant au poste de gardien de but au Chambéry Savoie HB
- Kentin Mahé, 4 sélections et 2 buts marqués, évoluant au poste de demi-centre au VfL Gummersbach
- Kévynn Nyokas, 6 sélections et 4 buts marqués, évoluant au poste d'arrière droit au Paris Handball

## Tour préliminaire

### Classement
|   | Équipe          | Pts | J | G | N | P | Bp  | Bc  | Diff |
| - | --------------- | --- | - | - | - | - | --- | --- | ---- |
| 1 | Islande         | 10  | 5 | 5 | 0 | 0 | 167 | 132 | 35   |
| 2 | France          | 8   | 5 | 4 | 0 | 1 | 159 | 110 | 49   |
| 3 | Suède           | 6   | 5 | 3 | 0 | 2 | 156 | 115 | 41   |
| 4 | Tunisie         | 4   | 5 | 2 | 0 | 3 | 121 | 125 | -4   |
| 5 | Argentine       | 2   | 5 | 1 | 0 | 4 | 113 | 138 | -25  |
| 6 | Grande-Bretagne | 0   | 5 | 0 | 0 | 5 | 96  | 192 | -96  |

|  | Qualifié pour les quarts de finale                                                                                     |
|  | Éliminé |
|  | Pts points ; J joués ; G victoires ; N nuls ; P défaites Bp buts marqués ; Bc buts encaissés ; Diff différence de buts |

### Victoire face à la Grande-Bretagne
Comme attendu, les Bleus entament leur tournoi olympique sur une victoire aisée face à la Grande-Bretagne (44-15). Après quelques minutes nécessaires pour apaiser l'enthousiasme de Britanniques survoltés, les Experts ont affiché sérieux et rigueur à l'occasion de leur entrée dans le tournoi olympique face à la Grande-Bretagne. La troupe de Claude Onesta a ainsi pu prendre la température et travailler quelques détails supplémentaires avant de s'attaquer à des adversaires plus compétitifs.
| 29 juillet 19 h 30 | France            | 44 - 15       | Grande-Bretagne | Copper Box, Londres Affluence : 5 000 Arbitrage : M. Abdulla, S. J. Bamutref |
| 29 juillet 19 h 30 | Guillaume Joli 11 | (21 - 7)      | Robin Garnham 6 | Copper Box, Londres Affluence : 5 000 Arbitrage : M. Abdulla, S. J. Bamutref |
| 29 juillet 19 h 30 | ×2                | IHF Olympedia | ×3 ×4 ×1        | Copper Box, Londres Affluence : 5 000 Arbitrage : M. Abdulla, S. J. Bamutref |

Buteurs de l'équipe de France : Joli (11) - Fernandez (9) - Honrubia (7) - Sorhaindo (4) - Barachet (3) - B. Gille (3) - Narcisse (3) - G. Gille (2) - Karabatic (2)

### Victoire face à l'Argentine
L'équipe de France est montée d'un cran en intensité en dominant l'Argentine sur le score de 32 à 20. Face à un collectif argentin davantage rompu aux joutes internationales, les Experts sont indéniablement montés en puissance. Le score large en témoigne. Mais ce sont surtout l'efficacité dans tous les secteurs de jeu et le sérieux affiché pendant soixante minutes qui attestent de l'excellente compétitivité des Bleus. Dans le sillage d'un Nikola Karabatic surpuissant (7 buts), d'un Daniel Narcisse éblouissant (5 buts) et d'un duo de gardiens Thierry Omeyer-Daouda Karaboué intraitable, la France empoche deux points de plus et trace tranquillement sa route vers les quarts de finale.
| 31 juillet 21 h 15 | Argentine                   | 20 - 32       | France             | Copper Box, Londres Affluence : 3 906 Arbitrage : P. Olesen, L. E. Pedersen |
| 31 juillet 21 h 15 | Federico Gastón Fernández 4 | (9 - 17)      | Nikola Karabatic 7 | Copper Box, Londres Affluence : 3 906 Arbitrage : P. Olesen, L. E. Pedersen |
| 31 juillet 21 h 15 | ×3 ×2                       | IHF Olympedia | ×3 ×2              | Copper Box, Londres Affluence : 3 906 Arbitrage : P. Olesen, L. E. Pedersen |

Buteurs de l'équipe de France : Fernandez (9) - Honrubia (4) - Karabatic (4) - Sorhaindo (4) - Abalo (3) - Guigou (2) - Narcisse (2) - B. Gille (1)

### Victoire face à la Tunisie
Malgré quelques difficultés rencontrées face à la Tunisie, les Experts s'imposent sur le score de 25 à 19 et se qualifient pour les quarts de finale. Il a fallu batailler face à des Tunisiens bagarreurs et presque condamnés à l'exploit pour entretenir l'espoir d'une place en quart de finale, mais les Bleus ont laissé passer la tempête avant de prendre les choses en main dans les dix dernières minutes et de dérouler dans le sillage d'un Daniel Narcisse stratosphérique (7 buts).
| 2 août 11 h 15 | France            | 25 - 19       | Tunisie         | Copper Box, Londres Affluence : 4 670 Arbitrage : N. Nikolić, D. Stojković |
| 2 août 11 h 15 | Daniel Narcisse 7 | (12 - 11)     | Amine Bannour 5 | Copper Box, Londres Affluence : 4 670 Arbitrage : N. Nikolić, D. Stojković |
| 2 août 11 h 15 | ×4 ×5             | IHF Olympedia | ×4 ×7           | Copper Box, Londres Affluence : 4 670 Arbitrage : N. Nikolić, D. Stojković |

Buteurs de l'équipe de France : Narcisse (7) - Honrubia (4) - Sorhaindo (4) - Karabatic (3) - Joli (2) - Abalo (1) - Barachet (1) - Fernandez (1) - B. Gille (1) - Guigou (1)

### Défaite face à l'Islande
L'Islande a pris sa revanche de la finale des Jeux olympiques de Pékin en s'imposant 30-29 face aux Experts... heureusement, qu'il ne s'agissait que du dernier match de poule. Le bilan de ces 4 dernières années contre les handballeurs insulaires était pourtant de 4 victoires et 2 nuls. Cette première défaite va rendre un peu plus compliqué le quart de finale à venir. Avec une défense d'abord trop perméable, les Bleus ont vite pris l'eau, accusant un retard de 5 buts à la 24e minute. Sous l'impulsion de Jérôme Fernandez des grands jours, auteur de 5 buts (sur 5 tirs tentés) et de 3 passes décisives, les Bleus se reprennent avant la pause (15-16) puis maintiennent l'équilibre jusqu'au bout de la partie, sans jamais s'envoler. À l'instar de ce chabala de Luc Abalo à la 54e minute, stoppé sur sa ligne par un gardien islandais d'abord dépassé, cette fin de rencontre fut celle des occasions manquées, jusqu'à ce dernier tir de Narcisse nouveau stoppé.
| 4 août 19 h 30 | Islande               | 30 - 29       | France             | Copper Box, Londres Affluence : 4 521 Arbitrage : N. Krstić, P. Ljubič |
| 4 août 19 h 30 | Alexander Petersson 6 | (16 - 15)     | Jérôme Fernandez 9 | Copper Box, Londres Affluence : 4 521 Arbitrage : N. Krstić, P. Ljubič |
| 4 août 19 h 30 | ×3 ×7                 | IHF Olympedia | ×2 ×4              | Copper Box, Londres Affluence : 4 521 Arbitrage : N. Krstić, P. Ljubič |

Buteurs de l'équipe de France : Fernandez (9) - Honrubia (4) - Karabatic (4) - Sorhaindo (4) - Abalo (3) - Guigou (2) - Narcisse (2) - B. Gille (1)

### Victoire face à la Suède
Les Experts s'imposent face à la Suède (29-26) confirment la deuxième place du groupe et affronteront l'Espagne en quart de finale. La France a lancé un avertissement à ses adversaires face à la Suède. La défaite face à l'Islande aura servi de leçon. Les Bleus ont repris les choses en main, se sont rassurés et prouvé qu'il faudra compter sur eux dans la dernière ligne droite.
| 6 août 21 h 15 | France            | 29 - 26       | Suède                  | Copper Box, Londres Affluence : 4 833 Arbitrage : M. Gubica, B.Milosevic |
| 6 août 21 h 15 | Daniel Narcisse 6 | (18 - 12)     | Ekberg, K. Andersson 5 | Copper Box, Londres Affluence : 4 833 Arbitrage : M. Gubica, B.Milosevic |
| 6 août 21 h 15 | ×3 ×1             | IHF Olympedia | ×3 ×2                  | Copper Box, Londres Affluence : 4 833 Arbitrage : M. Gubica, B.Milosevic |

Buteurs de l'équipe de France : Narcisse (6) - Abalo (5) - Honrubia (5) - Karabatic (5) - Guigou (3) - Fernandez (2) - Barachet (1) - B. Gille (1) - Sorhaindo (1)

## Tableau final

### Quart de finale: Victoire face à l'Espagne
Olé ! Dans le sillage d'un William Accambray stratosphérique, les Bleus ont d'abord souffert face à l'Espagne avant d'inverser la tendance et de s'imposer à la dernière seconde d'un but (23-22). Les voilà qualifiés pour les demi-finales ! Claude Onesta l'avait annoncé : le duel entre Français et Espagnols serait un combat de taureaux. Dès l'entrée dans l'arène, ce sont les Ibères qui se montraient les plus braves. Têtes baissées, ils ont pris d'assaut la défense tricolore. Tomás, Aguinagalde et Cañellas posaient les premières banderilles avec autorité. Pendant qu'Arpad Šterbik, dans la zone de solitude espagnole, esquivait avec classe les tentatives des Experts. Il fallait même attendre la 5e minute pour voir Jérôme Fernandez ouvrir la marque côté français sur un jet de sept mètres. Pas suffisant pour calmer les ardeurs hispaniques. Menés 9 à 12 à la pause, c'est le moment que choisit Claude Onesta pour lancer son joker dans la bataille. William Accambray, quinzième homme de la première semaine, intégré en remplacement de Guillaume Joli, s'est mué en matador des trente dernières minutes. En bourreau d'un ensemble espagnol sonné par sa puissance. Comme un symbole, c'est le gamin formé à Nice, façonné à Montpellier, qui signe la défaite hispanique à la dernière seconde d'un match épique. Claude Onesta l'avait annoncé: oui, le mano a mano entre la France et l'Espagne serait un combat de chaque instant. Taureau contre taureau. Dans une ambiance de corrida où les supporters français n'ont cessé d'encourager leurs champions, ce sont les Experts qui triomphent et méritent, sans conteste, la victoire synonyme de demi-finale des JO.
| 8 août 14 h 30 | Espagne        | 22 - 23       | France              | Basketball Arena, Londres Affluence : 8 890 Arbitrage : N. Nikolić, D. Stojković |
| 8 août 14 h 30 | Víctor Tomás 6 | (12 - 9)      | William Accambray 7 | Basketball Arena, Londres Affluence : 8 890 Arbitrage : N. Nikolić, D. Stojković |
| 8 août 14 h 30 | ×4 ×3          | IHF Olympedia | ×4 ×3               | Basketball Arena, Londres Affluence : 8 890 Arbitrage : N. Nikolić, D. Stojković |

Buteurs de l'équipe de France : Accambray (7) - Sorhaindo (4) - Barachet (3) - Fernandez (3) - Abalo (2) - Guigou (2) - Narcisse (1) - Karabatic (1)

### Demi-finale: Victoire face à la Croatie
L'équipe de France n'a laissé aucune chance à la Croatie, vendredi, en demi-finale des JO. Elle s'impose 25 à 21 et rejoint la Suède en finale où elle tentera de doubler la mise après l'Or de Pékin ! Les Experts, champions olympiques en titre, défieront la Suède pour conserver le graal olympique. Dans une Basketball Arena qui avait pris des airs de jardin parisien, des airs de Bercy, bercée par les encouragements de supporters français étourdissants. Aussi étourdissants que l'entame de match des Bleus face à la Croatie. La Croatie d'Ivano Balić, celle-là même que les Tricolores avaient battue en 2008, à Pékin, au même stade de la compétition. Les Croates pourraient maudire l'équipe de France. Et pourtant, Ivano Balić, qu'on compare à Jackson Richardson, a soufflé dans l'oreille de Claude Onesta, au terme de la demi-finale londonienne totalement maitrisée par les Experts, que cette équipe de France était la meilleure de tous les temps. Les Bleus sont assurés d'une médaille, mais c'est l'Or, évidemment, qu'ils veulent croquer à nouveau. Il faudra pour cela, vaincre la Suède, finaliste surprise, pour écrire définitivement la légende du handball et du sport français.
| 10 août 20 h 30 | France                      | 25 - 22       | Croatie         | Basketball Arena, Londres Affluence : 9 849 Arbitrage : K. Abrahamsen, A. Kristiansen |
| 10 août 20 h 30 | Narcisse, Honrubia, Abalo 4 | (12 - 10)     | Zlatko Horvat 6 | Basketball Arena, Londres Affluence : 9 849 Arbitrage : K. Abrahamsen, A. Kristiansen |
| 10 août 20 h 30 | ×4 ×2                       | IHF Olympedia | ×4 ×2           | Basketball Arena, Londres Affluence : 9 849 Arbitrage : K. Abrahamsen, A. Kristiansen |

Buteurs de l'équipe de France : Abalo (4) - Honrubia (4) - Narcisse (4) - Accambray (3) - Karabatic (3) - Barachet (2) - Guigou (2) - Sorhaindo (2) - Fernandez (1)

### Finale: Victoire face à la Suède
Le duel a bien eu lieu. Les Scandinaves ont vendu chèrement leur peau. Rugueux, parfois brutaux même. Les Suédois avaient clairement choisi leur stratégie pour contrecarrer le style fluide et inspiré de nos Bleus. Malmenés mais devants durant toute la partie, les Experts ont su garder leurs nerfs et, plus important, leur avance au tableau d'affichage. Finalement, l'histoire se répète, l'équipe de France de handball s'impose (22-21). Comme en 2008, ils sont montés sur la première marche du podium, non sans faire le show, comme à leur habitude. Imitant la gestuelle du désormais légendaire roi du sprint, Usain Bolt, nos Français ont, à l'instar du Jamaïcain, marqués à jamais l'histoire de leur discipline, devenant la première équipe à remporter deux fois de suite l'or olympique.
| 12 août 15 h 00 | Suède           | 21 - 22       | France           | Basketball Arena, Londres Affluence : 9 627 Arbitrage : N. Krstić, P. Ljubič |
| 12 août 15 h 00 | Niclas Ekberg 6 | (8 - 10)      | Michaël Guigou 5 | Basketball Arena, Londres Affluence : 9 627 Arbitrage : N. Krstić, P. Ljubič |
| 12 août 15 h 00 | ×3 ×4           | IHF Olympedia | ×4 ×2            | Basketball Arena, Londres Affluence : 9 627 Arbitrage : N. Krstić, P. Ljubič |

| Suède                             |    |                     |       |                           |
| G                                 | 1  | Mattias Andersson   | /     |                           |
| G                                 | 22 | Johan Sjöstrand     | 13/35 |                           |
| P                                 | 3  | Mattias Gustafsson  | /     |                           |
| ARG                               | 5  | Kim Andersson       | 3/7   |                           |
| ALG                               | 6  | Jonas Källman       | 2/2   | Suspension                |
| DEF                               | 7  | Magnus Jernemyr     | /     | Carton jaune · Suspension |
| ALD                               | 10 | Niclas Ekberg       | 6/8   |                           |
| DC                                | 15 | Jonas Larholm       | 5/6   | Carton jaune              |
| DEF                               | 18 | Tobias Karlsson     | 0/1   | Carton jaune · Suspension |
| ARD                               | 19 | Johan Jakobsson     | 0/3   |                           |
| ARD                               | 24 | Fredrik Petersen    | 2/3   |                           |
| ARG                               | 25 | Kim Ekdahl du Rietz | 2/6   | Suspension                |
| ALD                               | 32 | Mattias Zachrisson  | /     |                           |
| P                                 | 35 | Andreas Nilsson     | 1/1   |                           |
| Entraîneur : Staffan Olsson       |    |                     |       |                           |
| Entraîneur-adjoint : Ola Lindgren |    |                     |       |                           |

| Suède | Statistiques   | France |
| ----- | -------------- | ------ |
| 21/37 | Buts marqués   | 22/41  |
| 57%   | % réussite     | 54 %   |
| 2/2   | Jets de 7 m    | 3/4    |
| 8 min | Suspensions    | 4 min  |
| 3     | Cartons jaunes | 4      |
| 0     | Cartons rouges | 0      |
| 13/35 | Arrêts         | 11/32  |
| 37%   | % d'arrêts     | 34 %   |

| France                             |    |                   |       |                           |
|                                    |    |                   |       |                           |
| G                                  | 12 | Daouda Karaboué   | /     |                           |
| G                                  | 16 | Thierry Omeyer    | 11/32 | Carton jaune              |
| ARG                                | 2  | Jérôme Fernandez  | 2/3   |                           |
| DEF                                | 3  | Didier Dinart     | /     |                           |
| ARD                                | 4  | Xavier Barachet   | 4/5   | Carton jaune              |
| DC                                 | 5  | Guillaume Gille   | /     |                           |
| P                                  | 6  | Bertrand Gille    | 0/1   |                           |
| DC                                 | 8  | Daniel Narcisse   | 4/9   |                           |
| ARG                                | 11 | Samuel Honrubia   | /     |                           |
| ARG                                | 13 | Nikola Karabatic  | 1/5   | Suspension                |
| ARG                                | 18 | William Accambray | 1/1   |                           |
| ALD                                | 19 | Luc Abalo         | 4/8   |                           |
| P                                  | 20 | Cédric Sorhaindo  | 1/1   | Carton jaune · Suspension |
| ALG                                | 21 | Michaël Guigou    | 5/8   |                           |
| Entraîneur : Claude Onesta         |    |                   |       |                           |
| Entraîneur-adjoint : Sylvain Nouet |    |                   |       |                           |

## Classement final
| Rang                                | Équipe          | J | G | N | P | Bp  | Bc  | Diff |  |
| ----------------------------------- | --------------- | - | - | - | - | --- | --- | ---- |  |
| Médaille d'or, Jeux olympiques      | France          | 8 | 7 | 0 | 1 | 229 | 175 | +54  |  |
| Médaille d'argent, Jeux olympiques  | Suède           | 8 | 5 | 0 | 3 | 228 | 185 | +43  |  |
| Médaille de bronze, Jeux olympiques | Croatie         | 8 | 7 | 0 | 1 | 230 | 183 | +47  |  |
| 4                                   | Hongrie         | 8 | 3 | 0 | 5 | 200 | 221 | –21  |  |
|                                     |                 |   |   |   |   |     |     |      |  |
| 5                                   | Islande         | 6 | 5 | 0 | 1 | 200 | 166 | +34  |  |
| 6                                   | Danemark        | 6 | 4 | 0 | 2 | 146 | 153 | –7   |  |
| 7                                   | Espagne         | 6 | 3 | 0 | 3 | 162 | 149 | +13  |  |
| 8                                   | Tunisie         | 6 | 2 | 0 | 4 | 144 | 150 | –6   |  |
|                                     |                 |   |   |   |   |     |     |      |  |
| 9                                   | Serbie          | 5 | 1 | 0 | 4 | 120 | 131 | –11  |  |
| 10                                  | Argentine       | 5 | 1 | 0 | 4 | 113 | 138 | –25  |  |
| 11                                  | Corée du Sud    | 5 | 0 | 0 | 5 | 115 | 140 | –25  |  |
| 12                                  | Grande-Bretagne | 5 | 0 | 0 | 5 | 96  | 192 | –96  |  |

## Statistiques et récompenses

### Récompenses
Deux joueurs de l'équipe de France sont désignés dans l'équipe-type de la compétition, :
- Meilleur gardien de but : Thierry Omeyer
- Meilleur demi-centre : Nikola Karabatic

### Buteurs

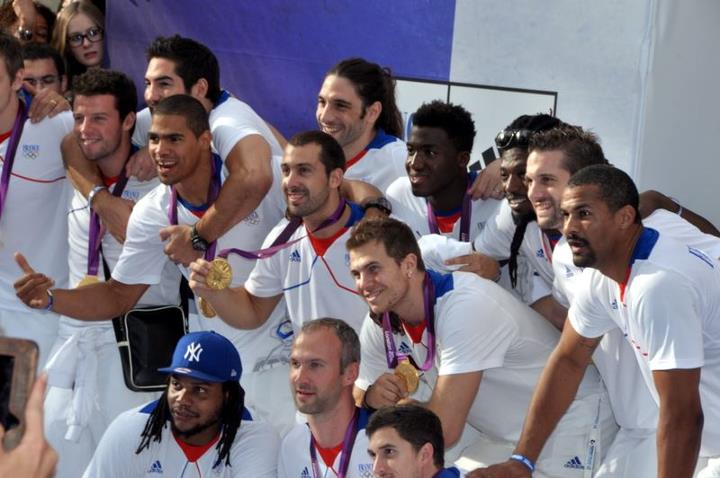
L'équipe de France au défilé des médaillés français des Jeux olympiques de 2012.

Un seul joueur français termine parmi les 10 meilleurs buteurs de la compétition puisqu'avec 32 buts marqués, Daniel Narcisse termine 7e meilleur buteur de la compétition.
Les statistiques détaillées de l'équipe de France sont:
| Rang | Joueur            | Tot. | Tirs | %      | Ch. | 7m   | MJ | Moy. | Pass. | Carton jaune | Suspension | Carton rouge | Temps de jeu    |
| ---- | ----------------- | ---- | ---- | ------ | --- | ---- | -- | ---- | ----- | ------------ | ---------- | ------------ | --------------- |
| 1    | Daniel Narcisse   | 32   | 51   | 62,7 % | 32  | 0/0  | 8  | 4,0  | 27    | 0            | 0          | 0            | 3 h 50 min 17 s |
| 2    | Jérôme Fernandez  | 30   | 49   | 61,2 % | 26  | 4/6  | 8  | 3,8  | 17    | 0            | 3          | 0            | 3 h 57 min 48 s |
| 3    | Samuel Honrubia   | 28   | 34   | 82,4 % | 28  | 0/0  | 8  | 3,5  | 1     | 1            | 0          | 0            | 4 h 37 min 49 s |
| 4    | Nikola Karabatic  | 26   | 48   | 54,2 % | 26  | 0/0  | 8  | 3,3  | 34    | 6            | 3          | 0            | 5 h 30 min 39 s |
| 5    | Cédric Sorhaindo  | 24   | 29   | 82,8 % | 24  | 0/0  | 8  | 3,0  | 6     | 2            | 4          | 0            | 4 h 46 min 13 s |
| 6    | Luc Abalo         | 23   | 45   | 51,1 % | 23  | 0/0  | 8  | 2,9  | 2     | 0            | 0          | 0            | 6 h 18 min 21 s |
| 7    | Xavier Barachet   | 16   | 29   | 55,2 % | 16  | 0/0  | 8  | 2,0  | 13    | 4            | 1          | 0            | 4 h 57 min 19 s |
| 8    | Michaël Guigou    | 15   | 28   | 53,6 % | 7   | 8/10 | 8  | 1,9  | 2     | 0            | 0          | 0            | 3 h 8 min 32 s  |
| 9    | Guillaume Joli    | 14   | 19   | 73,7 % | 9   | 5/7  | 4  | 3,5  | 2     | 0            | 0          | 0            | 1 h 42 min 31 s |
| 10   | William Accambray | 11   | 14   | 78,6 % | 11  | 0/0  | 4  | 2,8  | 3     | 0            | 0          | 0            | 0 h 28 min 18 s |
| 11   | Bertrand Gille    | 8    | 12   | 66,7 % | 8   | 0/0  | 8  | 1,0  | 2     | 2            | 6          | 0            | 3 h 34 min 46 s |
| 12   | Guillaume Gille   | 2    | 5    | 40 %   | 2   | 0/0  | 8  | 0,3  | 5     | 0            | 1          | 0            | 1 h 23 min 14 s |
| 13   | Didier Dinart     | 0    | 0    | - %    | 0   | 0/0  | 8  | -    | 0     | 6            | 3          | 0            | 3 h 44 min 32 s |

### Gardiens de but
Avec 37,3 % d’arrêts, Thierry Omeyer est le meilleur gardien français et est le 4e meilleur gardien de la compétition en pourcentage d'arrêts et le premier en nombre d'arrêts :
| Rang | Joueur          | %      | Arrêts | Tirs | MJ | Moy.  | 7m   | Temps de jeu    |
| ---- | --------------- | ------ | ------ | ---- | -- | ----- | ---- | --------------- |
| 1    | Thierry Omeyer  | 37,3 % | 94     | 252  | 8  | 11,75 | 2/14 | 7 h 5 min 46 s  |
| 2    | Daouda Karaboué | 48,5%  | 16     | 33   | 8  | 2,0   | 2/4  | 0 h 53 min 55 s |

## Galerie

Les joueurs lors du défilé des médaillés français des Jeux olympiques de 2012
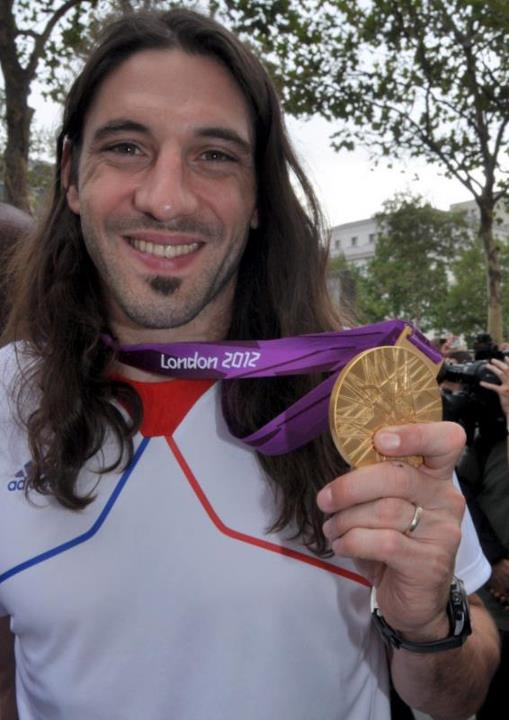
Bertrand Gille
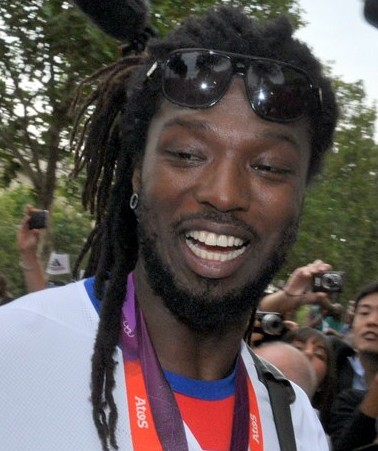
Daouda Karaboué
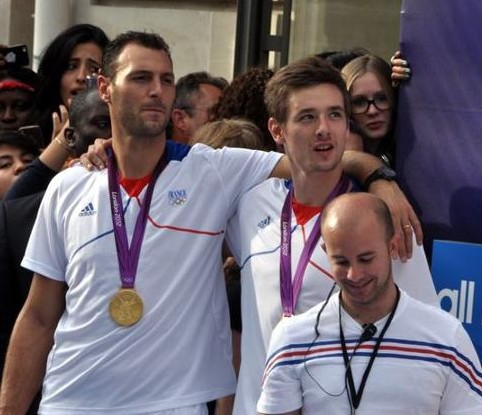
Jérôme Fernandez et Xavier Barachet
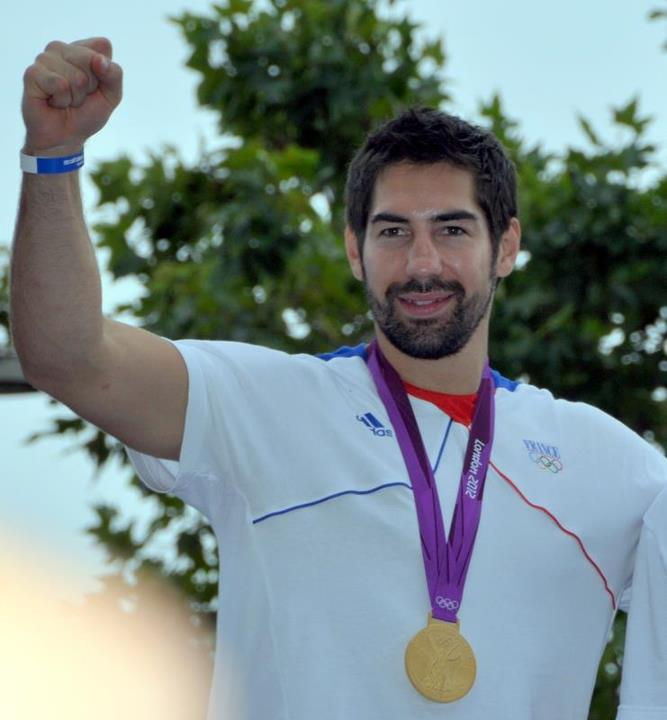
Nikola Karabatic
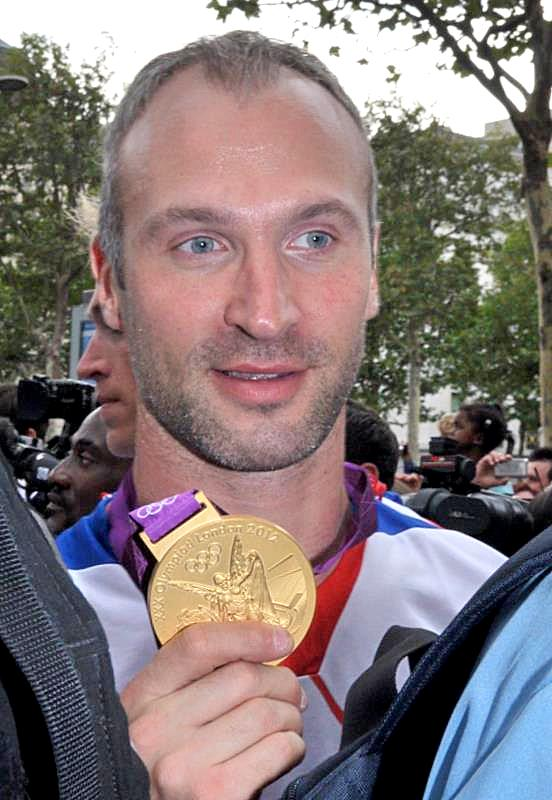
Thierry Omeyer
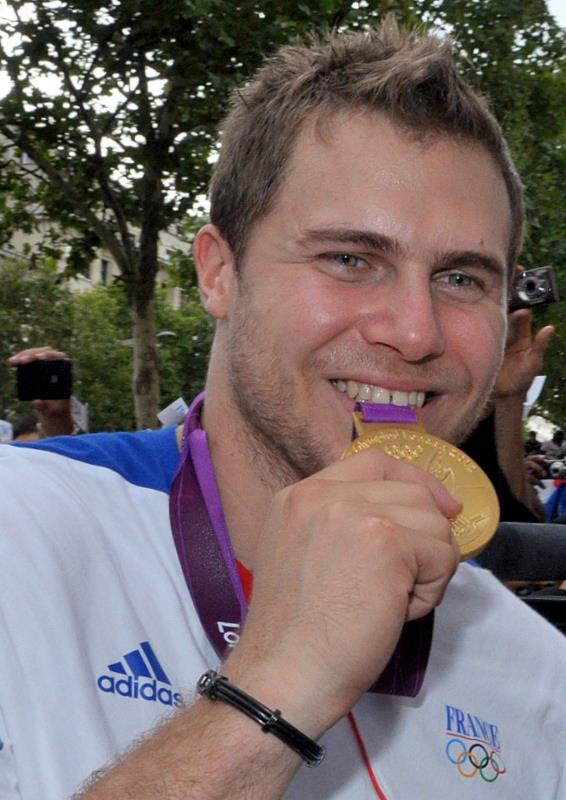
William Accambray